# Marlon Trejo
Marlon Hermenson Trejo García (sinh ngày 31 tháng 12 năm 1988 ở Usulután, El Salvador) là một cầu thủ bóng đá người El Salvador.
Hiện tại anh thi đấu cho Águila ở Salvadoran Premier League.